# Косісочукву Жозеф Енете
Косісочукву Жозеф Енете (англ. Kosisochukwu Joseph Enete; нар. 14 листопада 2000, Абуджа, Нігерія) — нігерійський футболіст, нападник.

## Життєпис
Народився в столиці Нігерії, місті Абуджа. Наприкінці лютого 2019 року переїхав до України, де підписав контракт з «Карпатами». У другій половині сезону 2018/19 років виступав за юніорську (U-19) команду «Карпат» у чемпіонаті України (9 матчів, 2 голи). Допоміг львів'янам виграти бронзові нагороди юніорської першості України. Наступного сезону грав за команду «левів» U-21, у молодіжному чемпіонаті України зіграв 11 матчів.
Після вильоту «Карпат» з Прем'єр-ліги залишився єдиним легіонером у команді. У футболці львівського клубу дебютував 19 вересня 2020 року в переможному (4:1) домашньому поєдинку 3-го туру групи А Другої ліги чемпіонату України проти «Чернігова». Кісочукву вийшов на поле в стартовому складі, на 45+1-й хвилині відзначився голом, а на 53-й хвилині його замінив Дмитро Шостак.